# Сос (Псковская область)
Сос — деревня в Гдовском районе Псковской области России. Входит в состав Добручинской волости Гдовского района.
Расположена в 20 км к северу от Гдова и в 3 км к северу от волостного центра, деревни Добручи. В 9 км к западу — Чудское озеро.

## Население
Численность населения деревни на 2000 год составляла 10 человек, по переписи 2002 года — 9 человек.